# Rachid Akbal
 (mai 2021).
Si vous disposez d'ouvrages ou d'articles de référence ou si vous connaissez des sites web de qualité traitant du thème abordé ici, merci de compléter l'article en donnant les références utiles à sa vérifiabilité et en les liant à la section « Notes et références ».
 (février 2018).
Rachid Akbal (né en 1959) est un comédien, conteur, auteur et metteur en scène franco-algérien. Il s’inscrit alors dans le mouvement des raconteurs contemporains et développe un théâtre hybride où la narration tient une place centrale.

## Biographie
Comédien, il intègre plusieurs collectifs et jeunes compagnies. Parallèlement, il enseigne, au Studio 34 d’abord, puis à l’école Claude Mathieu dont il est l’élève.
Il partage l’aventure[non neutre] des compagnies de rue Oposito (Les Trottoirs de Jo’burg, création collective en tournée nationale et internationale) et Annibal et ses Éléphants (Attention au chien au festivals d’Aurillac, Chalon dans la Rue…).
Il s’initie également à l’univers du cirque avec l’Académie Fratellini pour des happenings cirque/théâtre, à celui du cinéma avec Jean-Patrick Lebel.
Il fonde la compagnie Le Temps de Vivre en 1992.
En tant que comédien, il travaille sous la direction de Jean-Luc Boutté à la Comédie-Française, Robert Fortune, Eric Auvray et plus récemment Julien Bouffier (Costa le rouge de Sylvain Levey, 2011).

## Théâtre
- 1991 : Volpone de Jules Romains
- 1992 : Que passe la nuit de Robert Poudérou
- 1993 : Escurial
- 1994 : Un jubilé et Les Méfaits du tabac d’Anton Tchekhov
- 1996 : Les Amours de Marie de Pierre de Ronsard
- 1997 : Paroles d’hier à aujourd’hui de Nassreddine Hodja
- 1998 : La Dernière Nuit de Rachid Akbal
- 1999 : Les Aventures de Sindbad le marin et L'Épopée des trois fils de l’Amelohal Mustapha
- 2000 : Les Voiles de l'amour d'Ali Al-Bagdâdi
- 2001 : Les Contes de la savane
- 2003 : Ma mère l’Algérie de Rachid Akbal
- 2001 : Sur les traces de Corto Maltese de Rachid Akbal
- 2005 : L'Enfant dont la bouche est musique de Rachid Akbal (Chantier théâtral)
- 2007 : Baba la France de Caroline Girard et Rachid Akbal
- 2010 : Alger Terminal 2 de Rachid Akbal
- 2012 : Samedi, la révolution d'Arezki Mellal
- 2013 : Le Long Voyage d’Ulysse de Rachid Akbal - avec le regard complice d’Isabelle Starkier
- 2015 : Mon vieux et moi de Pierre Gagnon - mise en scène Rachid Akbal et Julien Bouffier

## Publications
- Rachid Akbal et Caroline Girard, Baba la France : récit à quatre mains, Châtenay-Malabry, France, Acoria éditions, 2009, 52 p. (ISBN 978-2-35572-033-8, lire en ligne)